# Saint-Sauveur-de-Meilhan
Pour les articles homonymes, voir Saint-Sauveur.
Saint-Sauveur-de-Meilhan est une commune du Sud-Ouest de la France, située dans le département de Lot-et-Garonne, en région Nouvelle-Aquitaine.

## Géographie

### Localisation
La commune est limitrophe avec le département de la Gironde.

### Communes limitrophes
Les communes limitrophes sont Noaillac, Sigalens, Aillas, Cocumont et Meilhan-sur-Garonne.

### Hydrographie
La commune est traversée par le Lisos, affluent de la Garonne, qui fait office de frontière communale occidentale avec Sigalens, Aillas et Noaillac.

### Climat
Pour des articles plus généraux, voir Climat de la Nouvelle-Aquitaine et Climat de Lot-et-Garonne.
Historiquement, la commune est exposée à un climat océanique aquitain.  
En 2020, Météo-France publie une typologie des climats de la France métropolitaine dans laquelle la commune est exposée à un climat océanique et est dans la région climatique Aquitaine, Gascogne, caractérisée par une pluviométrie abondante au printemps, modérée en automne, un faible ensoleillement au printemps, un été chaud (19,5 °C), des vents faibles, des brouillards fréquents en automne et en hiver et des orages fréquents en été (15 à 20 jours).
Pour la période 1971-2000, la température annuelle moyenne est de 13,1 °C, avec une amplitude thermique annuelle de 15,1 °C. Le cumul annuel moyen de précipitations est de 817 mm, avec 11,1 jours de précipitations en janvier et 6,8 jours en juillet. Pour la période 1991-2020, la température moyenne annuelle observée sur la station météorologique la plus proche, située sur la commune de Saint-Martin-Curton à 17 km à vol d'oiseau, est de 13,7 °C et le cumul annuel moyen de précipitations est de 867,2 mm,. Pour l'avenir, les paramètres climatiques de la commune estimés pour 2050 selon différents scénarios d’émission de gaz à effet de serre sont consultables sur un site dédié publié par Météo-France en novembre 2022.

## Urbanisme

### Typologie
Au 1er janvier 2024, Saint-Sauveur-de-Meilhan est catégorisée commune rurale à habitat dispersé, selon la nouvelle grille communale de densité à sept niveaux définie par l'Insee en 2022.
Elle est située hors unité urbaine. Par ailleurs la commune fait partie de l'aire d'attraction de Marmande, dont elle est une commune de la couronne,. Cette aire, qui regroupe 48 communes, est catégorisée dans les aires de 50 000 à moins de 200 000 habitants,.

### Occupation des sols

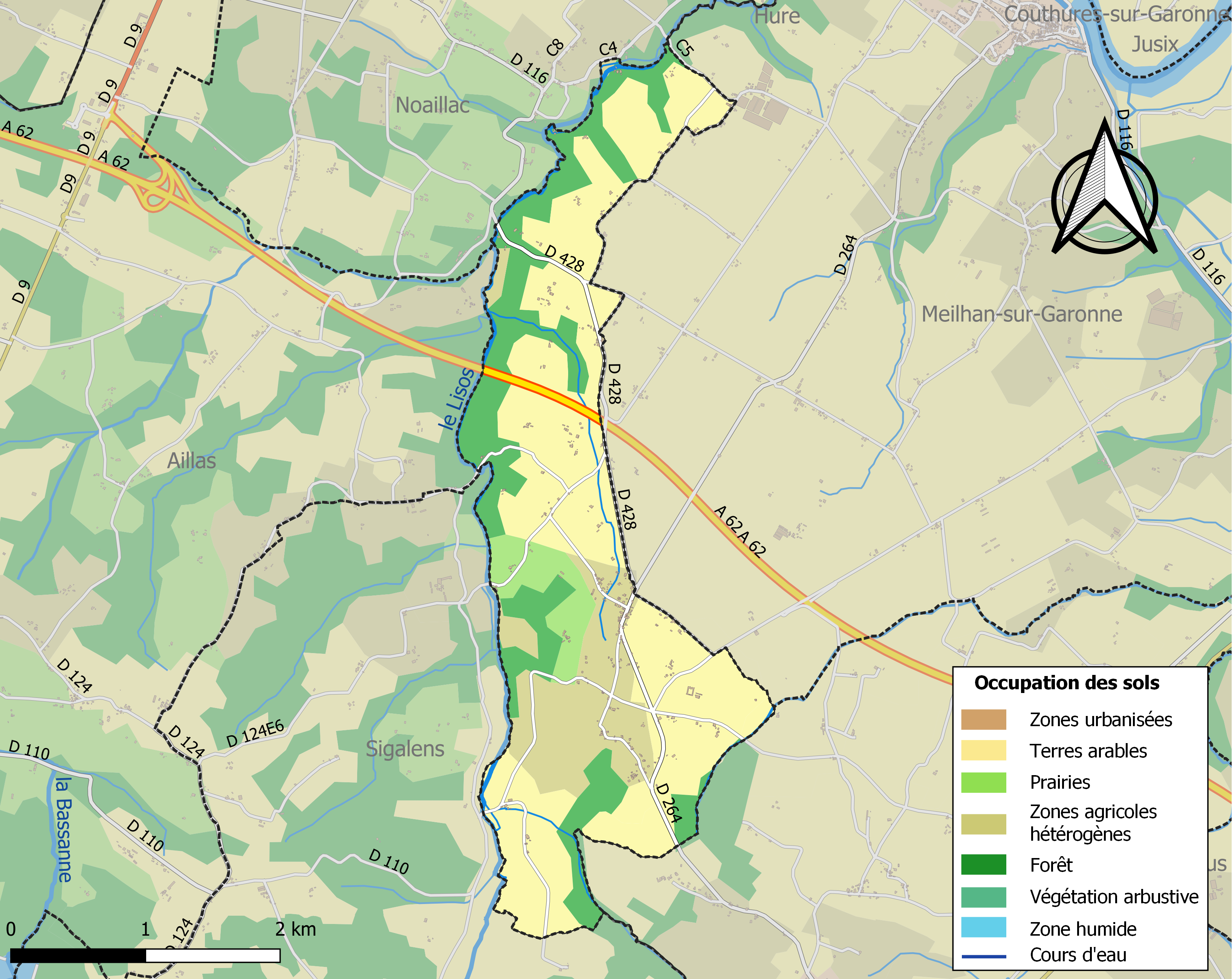
Carte des infrastructures et de l'occupation des sols de la commune en 2018 (CLC).

L'occupation des sols de la commune, telle qu'elle ressort de la base de données européenne d’occupation biophysique des sols Corine Land Cover (CLC), est marquée par l'importance des territoires agricoles (77,6 % en 2018), une proportion identique à celle de 1990 (77,6 %). La répartition détaillée en 2018 est la suivante : 
terres arables (43,1 %), forêts (22,4 %), zones agricoles hétérogènes (16,2 %), cultures permanentes (13 %), prairies (5,3 %). L'évolution de l’occupation des sols de la commune et de ses infrastructures peut être observée sur les différentes représentations cartographiques du territoire : la carte de Cassini (XVIIIe siècle), la carte d'état-major (1820-1866) et les cartes ou photos aériennes de l'IGN pour la période actuelle (1950 à aujourd'hui).

### Habitat et logement
En 2018, le nombre total de logements dans la commune était de 166, alors qu'il était de 165 en 2013 et de 155 en 2008.
Parmi ces logements, 83,5 % étaient des résidences principales, 7,6 % des résidences secondaires et 8,9 % des logements vacants. Ces logements étaient pour 99,4 % d'entre eux des maisons individuelles et pour 0,6 % des appartements.
Le tableau ci-dessous présente la typologie des logements à Saint-Sauveur-de-Meilhan en 2018 en comparaison avec celle de Lot-et-Garonne et de la France entière. Une caractéristique marquante du parc de logements est ainsi une proportion de résidences secondaires et logements occasionnels (7,6 %) supérieure à celle du département (6,3 %) mais inférieure à celle de la France entière (9,7 %). Concernant le statut d'occupation de ces logements, 81,3 % des habitants de la commune sont propriétaires de leur logement (81,6 % en 2013), contre 64,5 % pour le Lot-et-Garonne et 57,5 % pour la France entière.
| Typologie                                               | Saint-Sauveur-de-Meilhan | Lot-et-Garonne | France entière |
| ------------------------------------------------------- | ------------------------ | -------------- | -------------- |
| Résidences principales (en %)                           | 83,5                     | 82,2           | 82,1           |
| Résidences secondaires et logements occasionnels (en %) | 7,6                      | 6,3            | 9,7            |
| Logements vacants (en %)                                | 8,9                      | 11,5           | 8,2            |

### Risques majeurs
Le territoire de la commune de Saint-Sauveur-de-Meilhan est vulnérable à différents aléas naturels : météorologiques (tempête, orage, neige, grand froid, canicule ou sécheresse), mouvements de terrains et séisme (sismicité très faible). Il est également exposé à un risque technologique, le transport de matières dangereuses. Un site publié par le BRGM permet d'évaluer simplement et rapidement les risques d'un bien localisé soit par son adresse soit par le numéro de sa parcelle.

#### Risques naturels
Les mouvements de terrains susceptibles de se produire sur la commune sont des tassements différentiels.

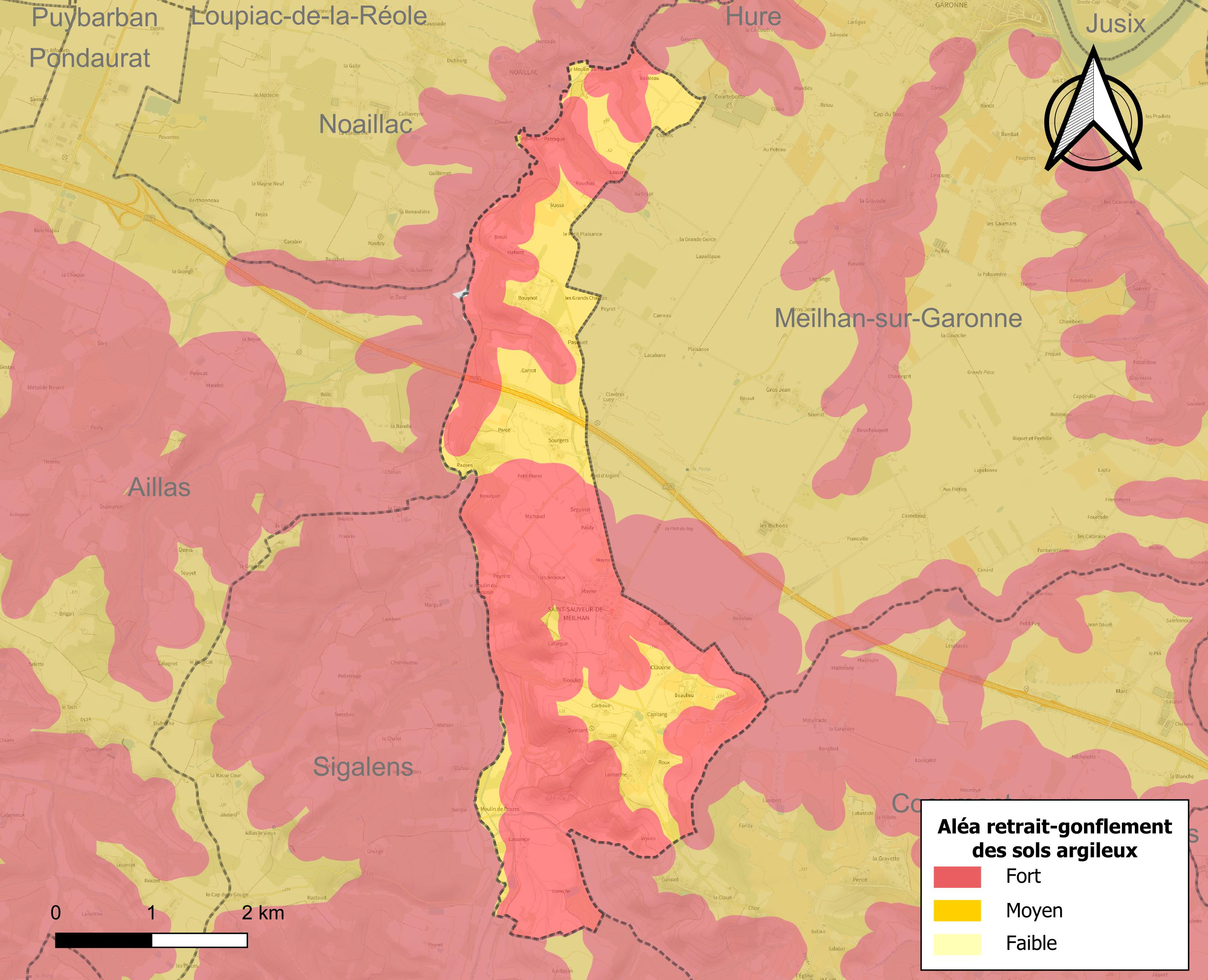
Carte des zones d'aléa retrait-gonflement des sols argileux de Saint-Sauveur-de-Meilhan.

Le retrait-gonflement des sols argileux est susceptible d'engendrer des dommages importants aux bâtiments en cas d’alternance de périodes de sécheresse et de pluie. La totalité de la commune est en aléa moyen ou fort (91,8 % au niveau départemental et 48,5 % au niveau national). Depuis le 1er octobre 2020, en application de la loi ELAN, différentes contraintes s'imposent aux vendeurs, maîtres d'ouvrages ou constructeurs de biens situés dans une zone classée en aléa moyen ou fort,.
La commune a été reconnue en état de catastrophe naturelle au titre des dommages causés par les inondations et coulées de boue survenues en 1982, 1983, 1990, 1993, 1994, 1999, 2009 et 2018, par la sécheresse en 2002, 2003 et 2015 et par des mouvements de terrain en 1999.

## Toponymie

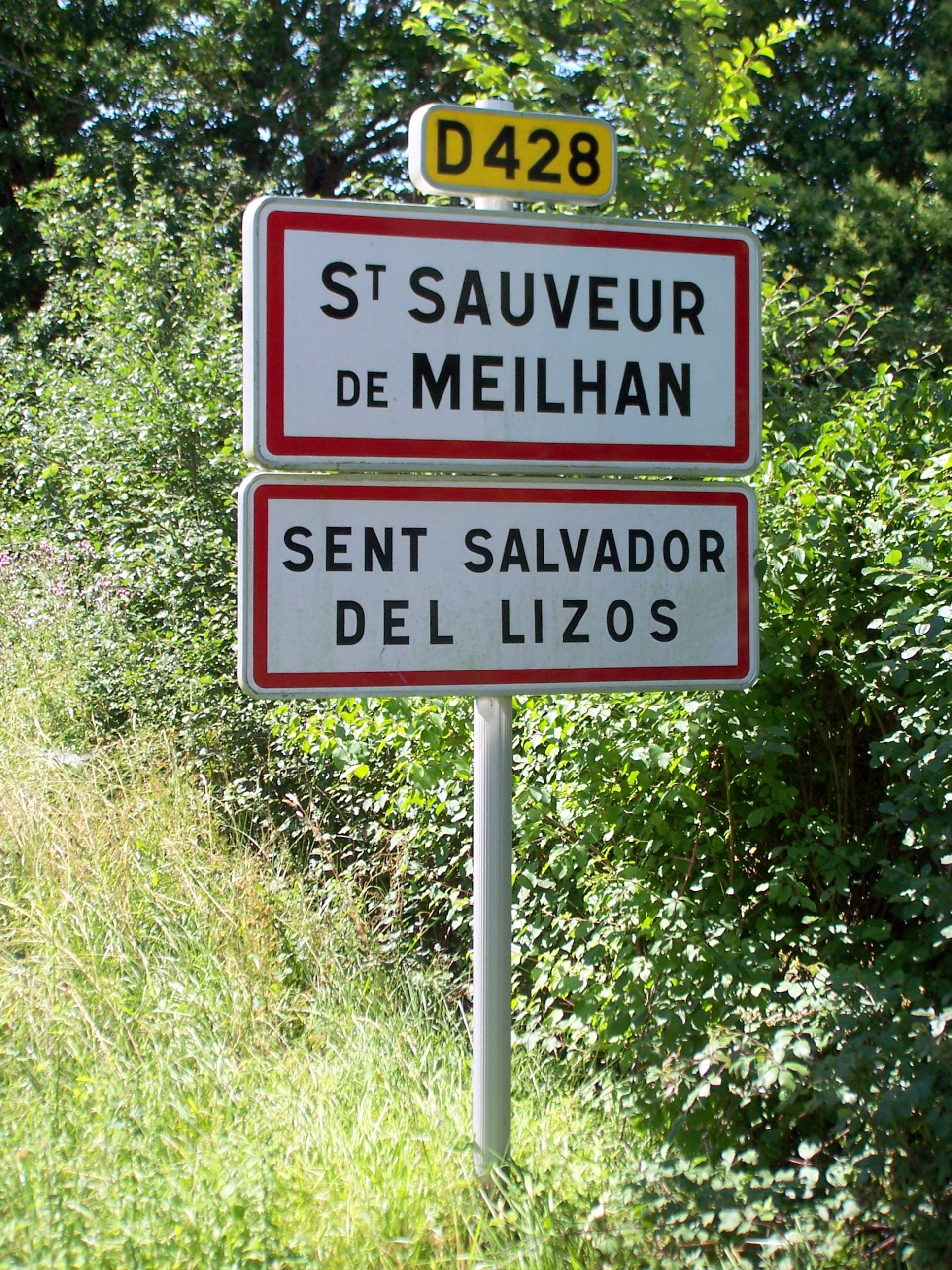
Panneaux d'entrée dans le village (juin 2015).

La commune tient son nom de celui de la paroisse dont elle est issue, consacrée au Christ, le « divin Sauveur » et de la proximité de la commune de Meilhan.
Le nom gascon de la commune, Sent Salvador del Lizos, fait, quant à lui, référence à la rivière qui arrose la commune.

## Politique et administration

### Rattachements administratifs et électoraux

#### Rattachements administratifs
La commune se trouve dans l'arrondissement de Marmande du département de Lot-et-Garonne.
Elle faisait partie depuis 1793 du canton de Meilhan-sur-Garonne. Dans le cadre du redécoupage cantonal de 2014 en France, cette circonscription administrative territoriale a disparu, et le canton n'est plus qu'une circonscription électorale.

#### Rattachements électoraux
Pour les élections départementales, la commune fait partie depuis 2014 du canton de Marmande-1
Pour l'élection des députés, elle fait partie de la deuxième circonscription de Lot-et-Garonne.

### Intercommunalité
Saint-Sauveur-de-Meilhan est membre de la communauté d'agglomération dénommée Val de Garonne Agglomération, un établissement public de coopération intercommunale (EPCI) à fiscalité propre créé en 1993 sous le nom de communauté de communes du Marmandais et auquel la commune a transféré un certain nombre de ses compétences, dans les conditions déterminées par le code général des collectivités territoriales.

### Liste des maires
| Période                                  | Période        | Identité                | Étiquette | Qualité                                                             |
| ---------------------------------------- | -------------- | ----------------------- | --------- | ------------------------------------------------------------------- |
| Les données manquantes sont à compléter. |                |                         |           |                                                                     |
| mars 1977                                | mars 2001      | François Henri Lafargue | DVD       | Vétérinaire Conseiller général de Meilhan-sur-Garonne (1992 → 1998) |
| mars 2001                                | mai 2020       | Francis Labeau          |           | Exploitant agricole                                                 |
| mai 2020                                 | septembre 2022 | Jean-Michel Laborde     |           | Employé de coopérative vinicole Mort en fonction                    |
| décembre 2022                            | En cours       | Tanguy Clabon           |           | Profession libérale                                                 |

## Démographie
Les habitants sont appelés les Salvatoriens.
L'évolution du nombre d'habitants est connue à travers les recensements de la population effectués dans la commune depuis 1800. Pour les communes de moins de 10 000 habitants, une enquête de recensement portant sur toute la population est réalisée tous les cinq ans, les populations de référence des années intermédiaires étant quant à elles estimées par interpolation ou extrapolation. Pour la commune, le premier recensement exhaustif entrant dans le cadre du nouveau dispositif a été réalisé en 2004.

En 2022, la commune comptait 344 habitants, en évolution de +2,99 % par rapport à 2016 (Lot-et-Garonne : −0,18 %, France hors Mayotte : +2,11 %).
| 1800 | 1806 | 1821 | 1831 | 1836 | 1841 | 1846 | 1851 | 1856 |
| ---- | ---- | ---- | ---- | ---- | ---- | ---- | ---- | ---- |
| 659  | 758  | 751  | 704  | 701  | 690  | 703  | 664  | 640  |

| 1861 | 1866 | 1872 | 1876 | 1881 | 1886 | 1891 | 1896 | 1901 |
| ---- | ---- | ---- | ---- | ---- | ---- | ---- | ---- | ---- |
| 645  | 606  | 581  | 592  | 573  | 524  | 515  | 512  | 515  |

| 1906 | 1911 | 1921 | 1926 | 1931 | 1936 | 1946 | 1954 | 1962 |
| ---- | ---- | ---- | ---- | ---- | ---- | ---- | ---- | ---- |
| 518  | 480  | 406  | 424  | 410  | 392  | 392  | 406  | 365  |

| 1968 | 1975 | 1982 | 1990 | 1999 | 2004 | 2006 | 2009 | 2014 |
| ---- | ---- | ---- | ---- | ---- | ---- | ---- | ---- | ---- |
| 328  | 310  | 319  | 284  | 245  | 273  | 289  | 313  | 330  |

| 2019 | 2022 | - | - | - | - | - | - | - |
| ---- | ---- | - | - | - | - | - | - | - |
| 337  | 344  | - | - | - | - | - | - | - |

## Économie
Viticulture : côtes-du-marmandais.

## Culture locale et patrimoine

### Lieux et monuments
- L’église paroissiale Saint-Sauveur a été édifiée dans le style néo-gothique entre 1880 et 1882 sur les plans de l’architecte Albert Courau, en remplacement d'une ancienne église romane ruinée, démolie en 1877. Son clocher est couronné d’une flèche construite vers 1902 par l’architecte Charles Bouillet[26]. Elle est inscrite à l'Inventaire général du patrimoine culturel[27].
- Ancienne Église Saint-Sauveur de Saint-Sauveur-de-Meilhan. Elle est inscrite à l'Inventaire général du patrimoine culturel[28].

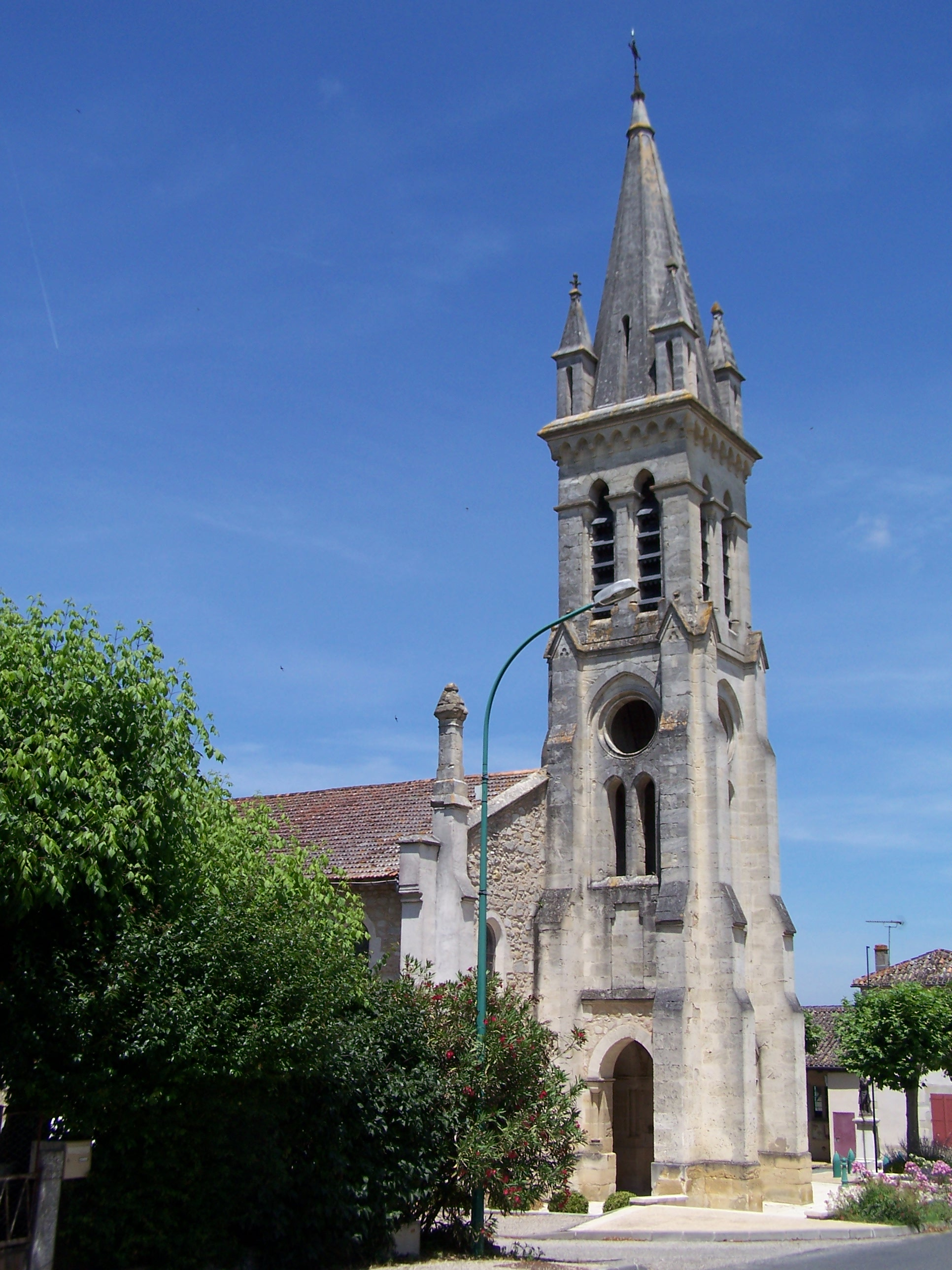
L’église paroissiale Saint-Sauveur (juin 2012)
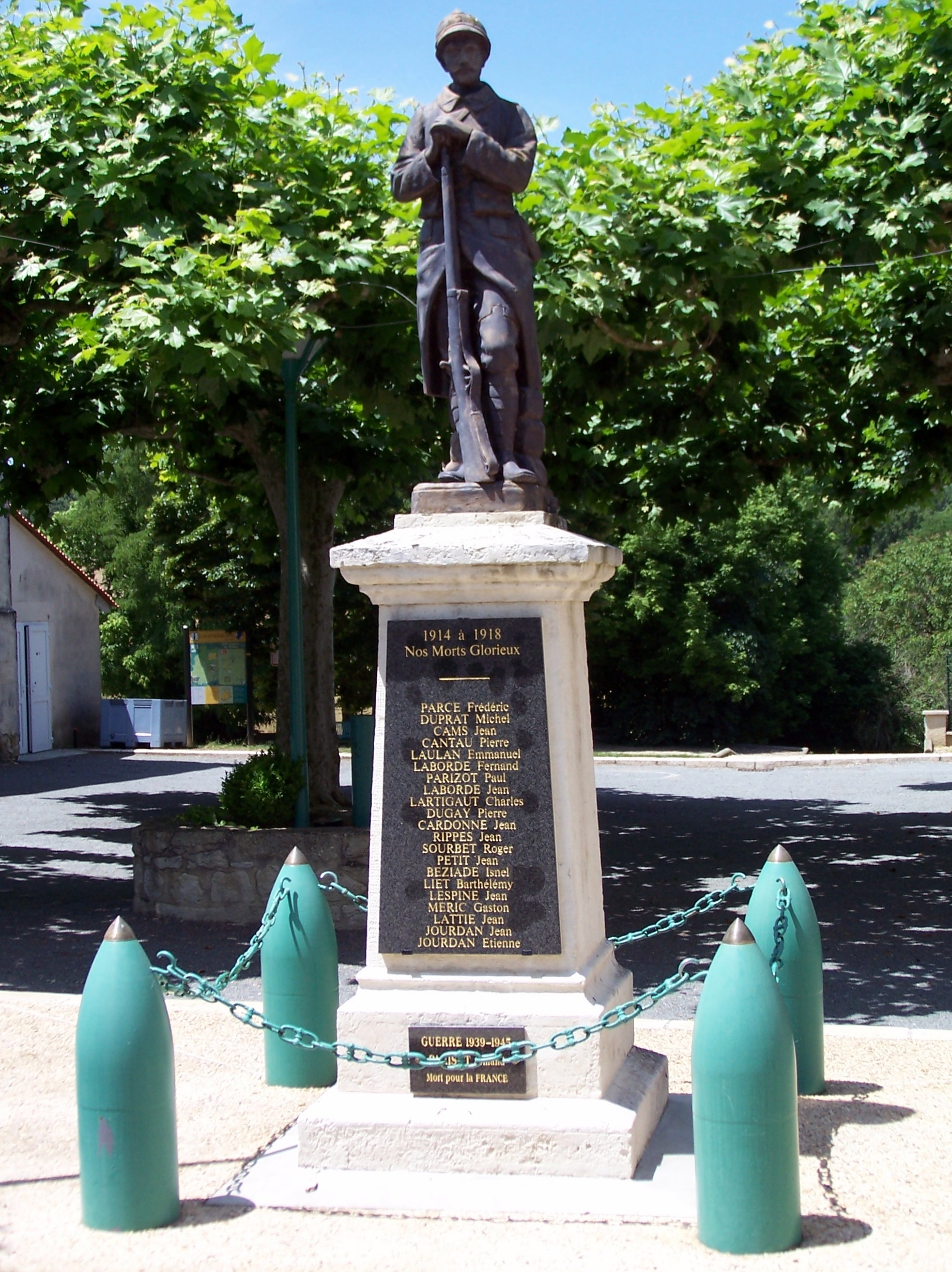
Le monument aux morts entre l'église et la mairie (juin 2012)